# Élections municipales de 2017 dans l'agglomération de Longueuil
Pour un article plus général, voir Élections municipales de 2017 en Montérégie.
Cet article concerne les élections municipales de 2017 en Montérégie dans la municipalité régionale de comté de l'Agglomération de Longueuil.

## Brossard
| Partis                         | Partis                                                  | Candidats pour la mairie | Vote  | %     |
| ------------------------------ | ------------------------------------------------------- | ------------------------ | ----- | ----- |
|                                | Brossard Ensemble - Équipe Doreen Assaad                | Doreen Assaad            | 8 990 | 39,17 |
|                                | Indépendant                                             | Hoang Mai                | 5 922 | 25,80 |
|                                | Priorité Brossard - Équipe Paul Leduc                   | Paul Leduc (Sortant)     | 5 049 | 22,00 |
|                                | Renouveau Brossard Revival - Équipe Jean-Marc Pelletier | Jean-Marc Pelletier      | 2 991 | 13,03 |
| Taux de participation : 37,7 % |                                                         |                          |       |       |

| Parti                    | Parti                    | Candidats                | Voix   | %     | +/-   | Sièges | +/-           |
| ------------------------ | ------------------------ | ------------------------ | ------ | ----- | ----- | ------ | ------------- |
|                          | Ensemble Brossard        | 10                       | 11 644 | 50,73 | Nv.   | 9      | 9             |
|                          | Priorité Brossard        | 10                       | 5 736  | 24,99 | 32,31 | 0      | 8             |
|                          | Renouveau Brossard       | 10                       | 4 707  | 20,51 | 15,06 | 1      | 1             |
|                          | Indépendants             | 1                        | 484    | 2,11  | -     | 0      | -             |
|                          |                          |                          |        |       |       |        |               |
| Suffrages exprimés       | Suffrages exprimés       | Suffrages exprimés       | 22 571 | 97,15 |       |        |               |
| Votes nuls               | Votes nuls               | Votes nuls               | 663    | 2,85  |       |        |               |
| Total                    | Total                    | Total                    | 23 234 | 100   | -     | 10     | en stagnation |
| Abstention               | Abstention               | Abstention               | 38 416 | 62,31 |       |        |               |
| Inscrits / participation | Inscrits / participation | Inscrits / participation | 61 650 | 37,69 |       |        |               |

| Partis | Partis                                                  | Candidats district #1 | Vote  | %     |
| ------ | ------------------------------------------------------- | --------------------- | ----- | ----- |
|        | Brossard Ensemble - Équipe Doreen Assaad                | Christian Gaudette    | 1 101 | 57,28 |
|        | Priorité Brossard - Équipe Paul Leduc                   | Tony Ghannamy         | 577   | 30,02 |
|        | Renouveau Brossard Revival - Équipe Jean-Marc Pelletier | Kim Araman            | 244   | 12,70 |

| Partis | Partis                                                  | Candidats district #2         | Vote  | %     |
| ------ | ------------------------------------------------------- | ----------------------------- | ----- | ----- |
|        | Brossard Ensemble - Équipe Doreen Assaad                | Michel Gervais                | 1 077 | 41,97 |
|        | Priorité Brossard - Équipe Paul Leduc                   | Pierre O'Donoughue (Sortante) | 675   | 26,31 |
|        | Indépendant                                             | Diane Girard                  | 484   | 18,86 |
|        | Renouveau Brossard Revival - Équipe Jean-Marc Pelletier | Gilbert Lizotte               | 330   | 12,86 |

| Partis | Partis                                                  | Candidats district #3       | Vote | %     |
| ------ | ------------------------------------------------------- | --------------------------- | ---- | ----- |
|        | Brossard Ensemble - Équipe Doreen Assaad                | Monique Gagné               | 732  | 48,03 |
|        | Priorité Brossard - Équipe Paul Leduc                   | Francine Raymond (Sortante) | 473  | 31,04 |
|        | Renouveau Brossard Revival - Équipe Jean-Marc Pelletier | Nathalie Vere-Holloway      | 319  | 20,93 |

| Partis | Partis                                                  | Candidats district #4  | Vote  | %     |
| ------ | ------------------------------------------------------- | ---------------------- | ----- | ----- |
|        | Brossard Ensemble - Équipe Doreen Assaad                | Julie Bénard           | 1 269 | 52,55 |
|        | Priorité Brossard - Équipe Paul Leduc                   | Serge Séguin (Sortant) | 777   | 32,17 |
|        | Renouveau Brossard Revival - Équipe Jean-Marc Pelletier | Mamadou Diouf          | 369   | 15,28 |

| Partis | Partis                                                  | Candidats district #5       | Vote  | %     |
| ------ | ------------------------------------------------------- | --------------------------- | ----- | ----- |
|        | Brossard Ensemble - Équipe Doreen Assaad                | Claudio Benedetti (Sortant) | 1 536 | 67,37 |
|        | Priorité Brossard - Équipe Paul Leduc                   | François Boucher            | 377   | 16,54 |
|        | Renouveau Brossard Revival - Équipe Jean-Marc Pelletier | Marcel Lussier              | 367   | 16,10 |

| Partis | Partis                                                  | Candidats district #6      | Vote  | %     |
| ------ | ------------------------------------------------------- | -------------------------- | ----- | ----- |
|        | Brossard Ensemble - Équipe Doreen Assaad                | Sophie Allard              | 1 811 | 58,33 |
|        | Priorité Brossard - Équipe Paul Leduc                   | Alexandre Plante (Sortant) | 737   | 23,74 |
|        | Renouveau Brossard Revival - Équipe Jean-Marc Pelletier | Georgette Saad             | 557   | 17,94 |

| Partis | Partis                                                  | Candidats district #7   | Vote  | %     |
| ------ | ------------------------------------------------------- | ----------------------- | ----- | ----- |
|        | Renouveau Brossard Revival - Équipe Jean-Marc Pelletier | Antoine Assaf (Sortant) | 1 152 | 47,75 |
|        | Brossard Ensemble - Équipe Doreen Assaad                | Anna-Simone Sorial      | 926   | 36,78 |
|        | Priorité Brossard - Équipe Paul Leduc                   | Geneviève Grégoire      | 440   | 17,47 |

| Partis | Partis                                                  | Candidats district #8  | Vote  | %     |
| ------ | ------------------------------------------------------- | ---------------------- | ----- | ----- |
|        | Brossard Ensemble - Équipe Doreen Assaad                | Pierre Jetté (Sortant) | 1 115 | 46,09 |
|        | Priorité Brossard - Équipe Paul Leduc                   | Xixi Li                | 696   | 28,77 |
|        | Renouveau Brossard Revival - Équipe Jean-Marc Pelletier | Robert McKoy           | 608   | 25,13 |

| Partis | Partis                                                  | Candidats district #9 | Vote | %     |
| ------ | ------------------------------------------------------- | --------------------- | ---- | ----- |
|        | Brossard Ensemble - Équipe Doreen Assaad                | Michelle Jarnam Hui   | 825  | 51,95 |
|        | Priorité Brossard - Équipe Paul Leduc                   | Anh Tuan Hoang        | 441  | 27,77 |
|        | Renouveau Brossard Revival - Équipe Jean-Marc Pelletier | Jean-Paul Mouradian   | 322  | 20,28 |

| Partis | Partis                                                  | Candidats district #10  | Vote  | %     |
| ------ | ------------------------------------------------------- | ----------------------- | ----- | ----- |
|        | Brossard Ensemble - Équipe Doreen Assaad                | Sylvie Desgroseillers   | 1 252 | 56,04 |
|        | Priorité Brossard - Équipe Paul Leduc                   | Daniel Lucier (Sortant) | 543   | 24,31 |
|        | Renouveau Brossard Revival - Équipe Jean-Marc Pelletier | Nahed Hassan            | 439   | 19,65 |

## Saint-Lambert
| Candidats pour la mairie                    | Vote  | %     |
| ------------------------------------------- | ----- | ----- |
| Pierre Brodeur                              | 3 135 | 38,67 |
| Marc Edwards                                | 1 664 | 20,52 |
| Dominique Lebeau (Sortant d'un autre poste) | 1 521 | 18,76 |
| Alain Dépatie (Sortant)                     | 822   | 10,14 |
| Jean-Pierre Roy (Sortant d'un autre poste)  | 735   | 9,07  |
| Martin Smith (Sortant d'un autre poste)     | 231   | 2,85  |
| Taux de participation : 48,2 %              |       |       |

| Candidats district #1   | Vote | %     |
| ----------------------- | ---- | ----- |
| Francis Le Chatelier    | 475  | 61,13 |
| Jean Bouchard (Sortant) | 302  | 38,87 |

| Candidats district #2 | Vote | %     |
| --------------------- | ---- | ----- |
| Philippe Glorieux     | 542  | 53,45 |
| Sami Chalhoub         | 472  | 46,55 |

| Candidats district #3     | Vote | %     |
| ------------------------- | ---- | ----- |
| Bernard Rodrigue          | 536  | 55,26 |
| Boris Chassagne (Sortant) | 434  | 44,74 |

| Candidats district #4 | Vote | %     |
| --------------------- | ---- | ----- |
| Denis St-François     | 137  | 57,18 |
| Jean-Jacques Rouet    | 100  | 42,19 |

| Candidats district #5 | Vote | %     |
| --------------------- | ---- | ----- |
| Loïc Blancquaert      | 295  | 32,45 |
| Pierre Sénécal        | 271  | 29,81 |
| Noelle Fraser         | 225  | 24,75 |
| Gabriella Stamate     | 118  | 12,98 |

| Candidats district #6       | Vote | %     |
| --------------------------- | ---- | ----- |
| Brigitte Marcotte           | 410  | 35,31 |
| Hugues Létourneau (Sortant) | 378  | 32,56 |
| Liette Michaud              | 373  | 32,13 |

| Candidats district #7  | Vote            | %               |
| ---------------------- | --------------- | --------------- |
| David Bowles (Sortant) | Sans opposition | Sans opposition |

| Candidats district #8    | Vote | %     |
| ------------------------ | ---- | ----- |
| France Désaulniers       | 497  | 48,16 |
| Éric Bélanger-Finn       | 271  | 26,26 |
| Martin Croteau (Sortant) | 264  | 25,58 |

- Julie Bourgoin remplace Denis St-François à titre de conseillère #4 en cours de mandat.

## Boucherville
| Partis                         | Partis                                          | Candidats pour la mairie | Vote   | %     |
| ------------------------------ | ----------------------------------------------- | ------------------------ | ------ | ----- |
|                                | Équipe Jean Martel - Option Citoyens Citoyennes | Jean Martel (Sortant)    | 13 715 | 89,55 |
|                                | Indépendant                                     | Monique Reeves           | 1 601  | 10,45 |
| Taux de participation : 47,7 % |                                                 |                          |        |       |

| Partis | Partis                                          | Candidats district Marie-Victorin (1) | Vote  | %     |
| ------ | ----------------------------------------------- | ------------------------------------- | ----- | ----- |
|        | Équipe Jean Martel - Option Citoyens Citoyennes | Isabelle Bleau                        | 1 389 | 58,66 |
|        | Indépendant                                     | Yan Savaria Laquerre                  | 979   | 41,34 |

| Partis | Partis                                          | Candidats district Rivière-aux-Pins (2) | Vote  | %     |
| ------ | ----------------------------------------------- | --------------------------------------- | ----- | ----- |
|        | Équipe Jean Martel - Option Citoyens Citoyennes | Raouf Absi (Sortant)                    | 1 460 | 68,93 |
|        | Indépendant                                     | Olivier Tremblay                        | 556   | 26,25 |
|        | Indépendant                                     | Stéphane Laurence                       | 102   | 4,82  |

| Partis | Partis                                          | Candidats district Des Découvreurs (3) | Vote            | %               |
| ------ | ----------------------------------------------- | -------------------------------------- | --------------- | --------------- |
|        | Équipe Jean Martel - Option Citoyens Citoyennes | Josée Bissonnette (Sortante)           | Sans opposition | Sans opposition |

| Partis | Partis                                          | Candidats district Harmonie (4) | Vote  | %     |
| ------ | ----------------------------------------------- | ------------------------------- | ----- | ----- |
|        | Équipe Jean Martel - Option Citoyens Citoyennes | Anne Barabé (Sortante)          | 1 914 | 86,72 |
|        | Indépendant                                     | Frédérick Bastarache Ouellette  | 293   | 13,28 |

| Partis | Partis                                          | Candidats district La Seigneurie (5) | Vote  | %     |
| ------ | ----------------------------------------------- | ------------------------------------ | ----- | ----- |
|        | Équipe Jean Martel - Option Citoyens Citoyennes | François Desmarais                   | 1 472 | 84,99 |
|        | Indépendant                                     | Michel Sved                          | 260   | 15,01 |

| Partis | Partis                                          | Candidats district Saint-Louis (6) | Vote            | %               |
| ------ | ----------------------------------------------- | ---------------------------------- | --------------- | --------------- |
|        | Équipe Jean Martel - Option Citoyens Citoyennes | Magalie Queval (Sortante)          | Sans opposition | Sans opposition |

| Partis | Partis                                          | Candidats district De Normandie (7) | Vote  | %     |
| ------ | ----------------------------------------------- | ----------------------------------- | ----- | ----- |
|        | Équipe Jean Martel - Option Citoyens Citoyennes | Jacqueline Boubane (Sortante)       | 1 637 | 90,09 |
|        | Indépendant                                     | Normand Gagnon                      | 180   | 9,91  |

| Partis | Partis                                          | Candidats district Le Boisé (8) | Vote  | %     |
| ------ | ----------------------------------------------- | ------------------------------- | ----- | ----- |
|        | Équipe Jean Martel - Option Citoyens Citoyennes | Lise Roy (Sortant)              | 1 387 | 83,55 |
|        | Indépendant                                     | Michel Peccia                   | 273   | 16,45 |

## Saint-Bruno-de-Montarville
| Partis                         | Partis                                            | Candidats pour la mairie | Vote  | %     |
| ------------------------------ | ------------------------------------------------- | ------------------------ | ----- | ----- |
|                                | Parti montarvillois                               | Martin Murray (Sortant)  | 4 583 | 41,75 |
|                                | Alliance municipale de Saint-Bruno-de-Montarville | Thérèse Hudon            | 2 996 | 27,29 |
|                                | Indépendant                                       | Bruno Harvey             | 1 769 | 16,11 |
|                                | Parti équilibre                                   | André Besner             | 1 491 | 13,58 |
|                                | Indépendant                                       | Michel Deslandes         | 139   | 1,27  |
| Taux de participation : 54,7 % |                                                   |                          |       |       |

| Partis | Partis                                            | Candidats district #1 | Vote | %     |
| ------ | ------------------------------------------------- | --------------------- | ---- | ----- |
|        | Alliance municipale de Saint-Bruno-de-Montarville | Louise Dion           | 739  | 50,65 |
|        | Parti montarvillois                               | Virginie Boileau      | 720  | 49,35 |

| Partis | Partis                                            | Candidats district #2    | Vote | %     |
| ------ | ------------------------------------------------- | ------------------------ | ---- | ----- |
|        | Parti montarvillois                               | Vincent Fortier          | 839  | 53,03 |
|        | Alliance municipale de Saint-Bruno-de-Montarville | Michael O'Dowd (Sortant) | 743  | 46,97 |

| Partis | Partis                                            | Candidats district #3 | Vote | %     |
| ------ | ------------------------------------------------- | --------------------- | ---- | ----- |
|        | Parti montarvillois                               | Caroline Cossette     | 551  | 54,07 |
|        | Alliance municipale de Saint-Bruno-de-Montarville | Mélanie Desmarchais   | 304  | 29,83 |
|        | Parti équilibre                                   | Simon Besner-Leblond  | 164  | 16,09 |

| Partis | Partis                                            | Candidats district #4       | Vote | %     |
| ------ | ------------------------------------------------- | --------------------------- | ---- | ----- |
|        | Parti montarvillois                               | Martin Guevremont (Sortant) | 662  | 52,21 |
|        | Alliance municipale de Saint-Bruno-de-Montarville | Jean-Louis Côté             | 410  | 32,33 |
|        | Parti équilibre                                   | Brigitte Masse              | 196  | 15,46 |

| Partis | Partis                                            | Candidats district #5                       | Vote | %     |
| ------ | ------------------------------------------------- | ------------------------------------------- | ---- | ----- |
|        | Parti montarvillois                               | Isabelle Bérubé (Sortante d'un autre poste) | 631  | 41,30 |
|        | Indépendant                                       | Stéphane Corbin                             | 617  | 40,38 |
|        | Alliance municipale de Saint-Bruno-de-Montarville | Michel Cournoyer                            | 280  | 18,32 |

| Partis | Partis                                            | Candidats district #6     | Vote | %     |
| ------ | ------------------------------------------------- | ------------------------- | ---- | ----- |
|        | Indépendant                                       | Marilou Alarie (Sortante) | 762  | 55,70 |
|        | Alliance municipale de Saint-Bruno-de-Montarville | Marie-Claude Bilodeau     | 318  | 23,25 |
|        | Parti montarvillois                               | Pierre Henrichon          | 288  | 21,05 |

| Partis | Partis                                            | Candidats district #7    | Vote | %     |
| ------ | ------------------------------------------------- | ------------------------ | ---- | ----- |
|        | Parti montarvillois                               | Jacques Bédard (Sortant) | 488  | 40,16 |
|        | Alliance municipale de Saint-Bruno-de-Montarville | Jérémy Dion-Bernard      | 454  | 37,37 |
|        | Indépendant                                       | Gilles Cossette          | 273  | 22,47 |

| Partis | Partis                                            | Candidats district #8 | Vote | %     |
| ------ | ------------------------------------------------- | --------------------- | ---- | ----- |
|        | Indépendant                                       | Joël Boucher          | 700  | 50,25 |
|        | Parti montarvillois                               | Hugo Péloquin         | 493  | 35,39 |
|        | Alliance municipale de Saint-Bruno-de-Montarville | Bruno-Pier Dubeau     | 200  | 14,36 |

Élection partielle au poste de conseiller du district #4 le 2 juin 2019
- Élection organisée en raison de la démission du conseiller Martin Guèvremont pour cause de conciliation difficile entre son emploi, sa famille et son poste de conseiller[2]

| Partis                          | Partis              | Candidats pour la mairie | Vote | %     |
| ------------------------------- | ------------------- | ------------------------ | ---- | ----- |
|                                 | Indépendant         | Ludovic Grisé Farand     | 575  | 65,94 |
|                                 | Parti montarvillois | Emmanuel Loeub           | 212  | 24,31 |
|                                 | Indépendant         | Alain Dubois             | 83   | 9,52  |
| Taux de participation : 31,02 % |                     |                          |      |       |

## Longueuil
| Parti                             | Parti                             | Candidats                         | Voix    | %     |
| --------------------------------- | --------------------------------- | --------------------------------- | ------- | ----- |
|                                   | Action Longueuil                  | Sylvie Parent                     | 24 926  | 42,73 |
|                                   | Longueuil citoyen                 | Josée Latendresse                 | 24 808  | 42,53 |
|                                   | Option Longueuil                  | Sadia Groguhé                     | 8 594   | 14,73 |
|                                   |                                   |                                   |         |       |
| Votes valides                     | Votes valides                     | Votes valides                     | 58 328  | 97,88 |
| Bulletins rejetés                 | Bulletins rejetés                 | Bulletins rejetés                 | 1 266   | 2,12  |
| Total                             | Total                             | Total                             | 59 594  | 100   |
| Abstention                        | Abstention                        | Abstention                        | 120 521 | 66,91 |
| Nombre d'inscrits / participation | Nombre d'inscrits / participation | Nombre d'inscrits / participation | 180 115 | 33,09 |

| Parti                             | Parti                             | Candidats                         | Voix    | %     | Sièges |
| --------------------------------- | --------------------------------- | --------------------------------- | ------- | ----- | ------ |
|                                   | Longueuil citoyen                 | 17                                | 26 789  | 45,91 | 9      |
|                                   | Action Longueuil                  | 17                                | 22 003  | 37,70 | 5      |
|                                   | Option Longueuil                  | 17                                | 8 266   | 14,16 | 1      |
|                                   | Indépendants                      | 6                                 | 1 298   | 2,22  | 0      |
|                                   |                                   |                                   |         |       |        |
| Votes valides                     | Votes valides                     | Votes valides                     | 58 356  | 97,92 |        |
| Bulletins rejetés                 | Bulletins rejetés                 | Bulletins rejetés                 | 1 238   | 2,08  |        |
| Total                             | Total                             | Total                             | 59 594  | 100   | 15     |
| Abstention                        | Abstention                        | Abstention                        | 120 521 | 66,91 |        |
| Nombre d'inscrits / participation | Nombre d'inscrits / participation | Nombre d'inscrits / participation | 180 115 | 33,09 |        |